# Ludwig Bemelmans
Ludwig Bemelmans (Meran, Osztrák-Magyar Monarchia, 1898. április 27. – New York City, New York, 1962. október 1.) osztrák származású amerikai író és illusztrátor. Legismertebb munkája a Madeline-sorozat, melynek első kötete 1939-ben jelent meg, és azt további hat követte.  

## Élete
Ludwig Bemelmans a belga származású festő és hoteltulajdonos, Lampert Bemelmans és felesége, a német Frances (Franciska) Fischer gyermekeként született Meranban (ma: Merano). A felső-ausztriai Gmundenben nőtt fel; első nyelve a francia, míg a második a német volt. 
1904-ben édesapja elhagyta édesanyját és nevelőnőjét, Gazelle-t – akik mindketten az édesapa által lettek várandósak – egy másik nőért. Gazelle nem sokkal ezután öngyilkosságot követett el, magára hagyva Francest, akinek fel kellett nevelnie egyetlen fiát. A kis Ludwigot ő szórakoztatta gyermekkori történeteivel, amelyeket egy kolostori iskolában élt át. Ez adta később az ihletet Madeline iskolájához. 
Gyerekként gyakran került bajba, és amikor kamasz lett, édesanyja a bátyjához, Hanshoz küldte őt Regensburgba, hogy a szállodaláncában dolgozzon, ahol az egyikben – ahogy később nyilatkozta – egy életbevágó találkozásra került sor. A New York Times-nak 1941-ben azt mondta, hogy annak a szállodának a főpincére egy igazán gonosz ember volt, és ő teljesen kiszolgáltatott helyzetben dolgozott mellette. A főpincér kemény, bőrből készült ostorral akarta megverni, erre azt mondta neki, hogyha megteszi, lelövi. Megtette, és a fiú hasba lőtte. Egy ideig úgy tűnt, meg fog halni, de túlélte az incidenst. Ludwig ezután válaszút elé került: vagy javítóintézetbe vonul, vagy emigrál az Egyesült Államokba. Az utóbbit választotta. 1914 karácsonyának estéjén érkezett meg az országba; várta, hogy édesapjával – aki szintén ide költözött, miután elvált a fiú édesanyjától – újra együtt legyen, de Lampert elfeledkezett róla, így első karácsonyát az Ellis-szigeten kellett töltenie. 

### Élete Amerikában és az írói karrier beindulása
Végül aztán a szállodaiparban helyezkedett el, s miközben a Ritz-Carltonban dolgozott, írni és rajzolni kezdett. Az 1930-as évek elején illusztrációi a Saturday Evening Post-ban jelentek meg. 1934-ben feleségül vette Madeleine Freund-ot, akit csak Mimi-nek becézett. Ugyanebben az évben jelent meg első gyermekkönyve, Hansi címmel (ebben May Massee volt segítségére, aki a Viking Press kiadó gyermekkönyvi részlegének szerkesztőjeként dolgozott). Ezt számos gyermekkönyv követte, amelyek a The New Yorkerben és a Vogue-ban is megjelentek. 
Írt még könyveket gyermekeknek és felnőtteknek, amelyekben nem szerepelt későbbi főhősnője, Madeline. Ide tartozik a "Quito Express", a "Fifi", a "Welcome Home", a "Small Beer", a "The Blue Danube", a "The Woman of My Life ", és tucatnyi más kötet. 

### A Madeline-sorozat
Az első könyv megjelenését – amely meghozta számára az igazi ismertséget – egyetlen lánya, Barbara születése, valamint egy franciaországi kirándulás segítette elő. 1938-ban a család az ország déli részére utazott. A kirándulás alatt Ludwig kerékpáros balesetet szenvedett, és emiatt kórházba került. A mellette lévő kórteremben egy kislány lábadozott, akinek korábban vakbélműtéte volt. Az öreg ház mellett ez volt a másik ihlet, ami az első könyv fordulópontja: a főhősnő, Madeline szintén vakbélműtéten esik át. A könyvben tizenkét kislány tanul és lakik egy öreg, vadszőlővel befutott falú házban, Párizsban egy apáca, Clavel nővér szárnyai alatt. Madeline a legkisebb, de egyben a legbátrabb közülük, aki folyton bajba keveredik. 
A könyv 1939-ben jelent meg. Európában ekkor tört ki a második világháború. A rákövetkező évben Németország megszállta Franciaországot. Az író folytatta a sorozatot, de ezek már nem jelentek meg Európában, hanem mind Amerikában láttak napvilágot. 
A sorozat kötetei (magyarul nem jelentek meg):
- Madeline (1939): tizenkét kislány boldogan él a párizsi öreg házban. Együtt indulnak sétára minden nap fél tízkor. Szeretik a jót, és gyűlölik a rosszat. Vidám életük egy időre megszakad: Madeline-nak vakbélgyulladása van, és emiatt kórházba kerül. Amíg a látogatásra nem kerül sor, a többiek kedvetlenek, hiszen Madeline nélkül semmi sem az igazi. Amikor meglátogatják, csodálkoznak, mennyi mindent kapott Madeline: játékok, bonbon és babaház. Aztán, mikor megpillantják a varratot társuk hasán, egy éjszaka, amikor Clavel nővér megérzi, hogy baj van és besiet hozzájuk, sírva könyörögnek ők is, hogy vakbélműtétet szeretnének. A nővér megnyugtatja őket, és jó éjszakát kíván nekik.
- Madeline's Rescue (1953): Madeline egy alkalommal beleesik a Szajnába. Egy kóbor, barna kutya menti meg (később a lányok Genevieve-nek nevezik el) az életét.
- Madeline and the Bad Hat (1956): az öreg ház szomszédjába a spanyol nagykövet költözik családjával. Egyetlen fia van, Pepito, akiről kiderül, hogy rossz gyerek (vagy ahogy Madeline nevezi: "Bad Hat", mert kalapot visel), nevezetesen állatokat kínoz, és különféle csínyekhez is folyamodik. Ám miután egy napon szó szerint zsákbamacskát ad egy csapat kutyának, súlyosan megsebesül. Mialatt ágyában lábadozik, Madeline látogatja meg. Pepito megígéri neki, hogy megjavul, és valóban tartja a szavát: vegetáriánus lesz, nem eszik több csirkét. Sőt, néha túlzásba is viszi: az állatkert lakóit is szabadon akarja engedni.
- Madeline and the Gypsies (1959)
- Madeline in London (1961)
- Madeline's Christmas (1985, először 1956-ban publikálták)
- Madeline in America and Other Holiday Tales (1999): Madeline vagyont örököl amerikai dédnagyapjától. Kiderül továbbá, hogy a teljes neve Madeline Fogg.

### Feldolgozások
- Madeline új kalandjai (1988-2001)

- Madeline, a csínytevő csitri (1998)

## Magyarul
- Szertelen élet; ford. Székely Beáta; Bibliotheca, Bp., 1948